# МЦ 109
МЦ 109 — семейство советских двуствольных охотничьих ружей и штуцеров высокого класса.

## История
Ружьё МЦ 109 разработали оружейники ЦКИБ СОО Н. С. Рыжов и М. И. Скворцов на основе конструкции двуствольного ружья МЦ 9, оно выпускалось по отдельным заказам в небольшом количестве и предлагалось на экспорт.
МЦ 109 и МЦ 111 являлись самыми дорогими образцами советского спортивно-охотничьего оружия.
- в октябре 1981 года стоимость МЦ 109 составляла 1500 рублей[6]
- в декабре 1987 года стоимость одного МЦ 109 составляла от 2100 до 3000 рублей[3].

В августе 1996 года сертификацию в качестве гражданского оружия прошли только гладкоствольные ружья МЦ 109-01 и МЦ 109-12.
Было выпущено свыше 400 ружей и штуцеров МЦ 109, в числе их владельцев были высшие государственные деятели.

## Описание
Оружие представляет собой двуствольное охотничье ружьё с вертикальным расположением стволов.
Стволы соединены со ствольной коробкой ствольными крюками, осью шарнира и цевьем, запирание осуществляется двумя рамками. Рычаг отпирания стволов находится сверху на ствольной коробке.
Ударно-спусковые механизмы с внутренними курками и одним спусковым крючком смонтированы на боковых досках. Курки выполнены отдельно от бойков, взводятся при открывании стволов.
Ружьё снабжено предохранителями (которые блокируют спуск), интерсепторами и эжекторами.
Стволы и цевье отъёмные. Ложа пистолетная или прямая с выступом под щёку или без него, из лакированного ореха.
На штуцера помимо открытого прицела устанавливался оптический прицел.

## Варианты и модификации
- МЦ 109-01 - гладкоствольное охотничье ружьё под патрон 12/70 мм с 750-мм стволами (масса 3,0 - 3,4 кг), УСМ с одним спусковым крючком. Сверловка верхнего ствола с дульным сужением 1 мм, нижнего - с дульным сужением 0,5 мм[4].
- МЦ 109-01С "Спортинг" - МЦ 109-01 с другим ударно-спусковым механизмом[5]
- МЦ 109-12 - гладкоствольное охотничье ружьё под патрон 12/70 мм, УСМ с двумя спусковыми крючками[2]
- МЦ 109-12-07 - гладкоствольное охотничье ружьё под патрон 12/70 мм с дополнительной парой стволов[2]
- МЦ 109-07 - производится с 1982 года, двуствольный штуцер с двумя 7,62-мм нарезными стволами[2] с четырьмя правосторонними нарезами[9]
- МЦ 109-09 - производится с 1975 года, штуцер под патрон 9 × 53 мм R[2] с двумя нарезными 675 мм стволами с шестью правосторонними нарезами[9]. Масса оружия без оптического прицела от 3,6 до 3.8 кг[3][4][5]

## Страны-эксплуатанты
- СССР
- Молдова - гладкоствольные ружья МЦ 109-01 и МЦ 109-12 сертифицированы в качестве охотничьего оружия[10]
- Россия — гладкоствольные ружья МЦ 109-01 и МЦ 109-12 сертифицированы в качестве охотничьего оружия[8]